# Toon Verhoef

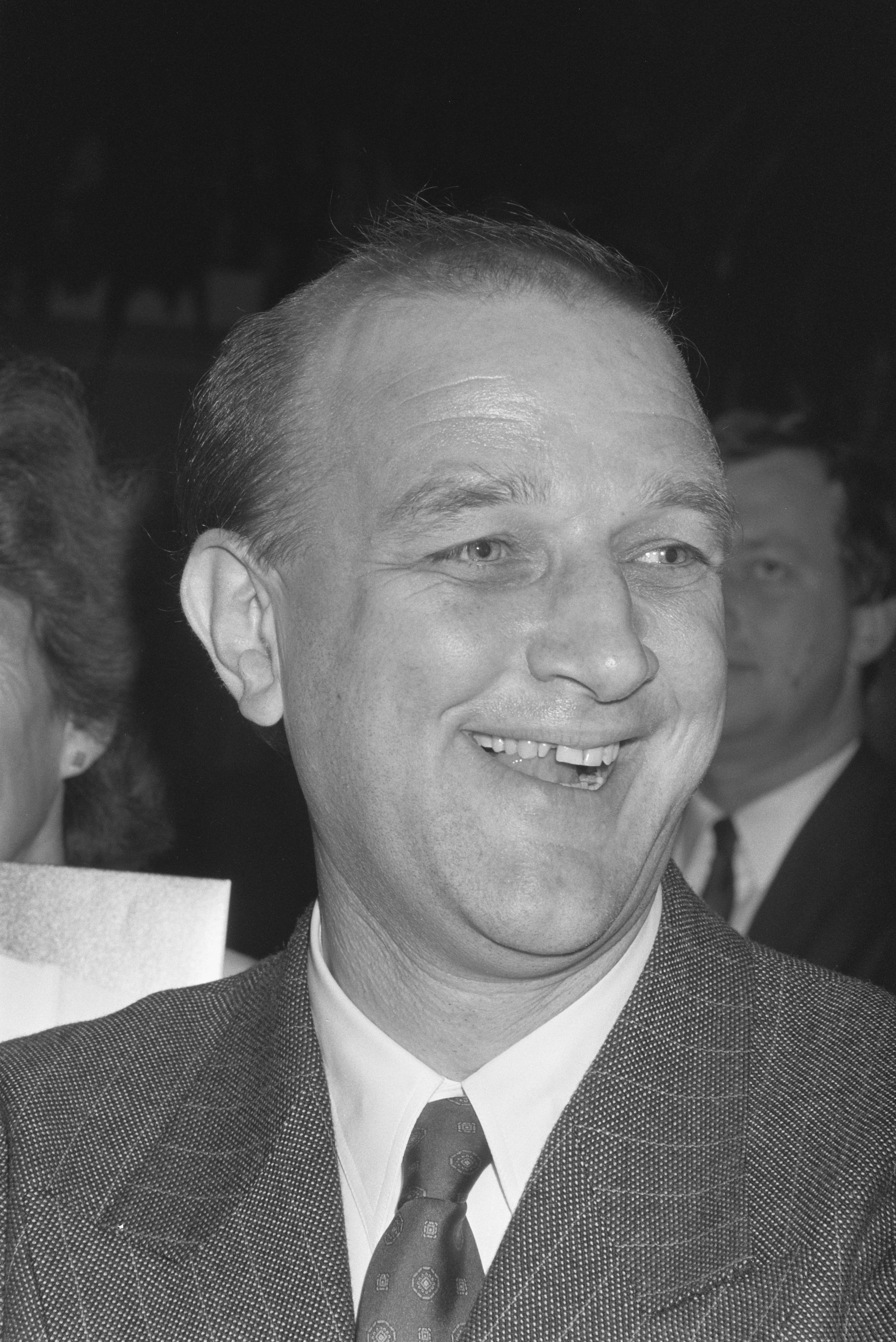
Toon Verhoef, 1988

Toon Verhoef (* 17. Oktober 1946 in Voorburg, Provinz Südholland) ist ein niederländischer Maler.

## Leben und Werk
Toon Verhoef lebte von 1957 bis 1963 in Buenos Aires. Von 1963 bis 1965 studierte er am Atlantic College in Wales und absolvierte ein Jahr an der Rijksakademie van beeldende kunsten in Amsterdam. Nach einem Aufenthalt in Johannesburg und einem Kunstgeschichtsstudium an der Universität von Südafrika wurde er an den Ateliers 63 in Haarlem aufgenommen, wo er bis 1970 als Student arbeitete und zwischen 1975 und 2003 Dozent war. Von 1981 bis 1986 lehrte er an der Academie Minerva in Groningen und von 2009 bis 2014 folgte er einem Ruf als Professor an die Staatliche Akademie der Bildenden Künste Karlsruhe.
Toon Verhoef ist seit vielen Jahren bekannt für großformatige, abstrakte Malereien.

## Ausstellungen (Auswahl)

### Einzelausstellungen
- 2015 Toon Verhoef De Pont Museum, Tilburg
- 2014 Toon Verhoef Kunsthaus Baselland, Muttenz
- 2007 Toon Verhoef Kunstmuseum Bonn, Bonn
- 2001 Toon Verhoef Stedelijk Museum, Amsterdam
- 2000 Toon Verhoef Bonnefantenmuseum, Maastricht
- 1991 Toon Verhoef Hallen für Neue Kunst, Schaffhausen
- 1986/87 Toon Verhoef Van Abbemuseum, Eindhoven
- 1983 Toon Verhoef Stedelijk Museum, Amsterdam
- 1977 Toon Verhoef MoMA PS1, New York

### Gruppenausstellungen
- 2013 Cobra tot Dumas Collectie de Heus–Zomer Singer Laren, Laren
- 1998 Staatliche Kunsthalle Baden-Baden, Baden-Baden
- 1984 Museum of Modern Art, New York
- 1982 documenta 7, Kassel

## Auszeichnungen
- 1988 A.H.-Heineken-Preis für Kunst